# Barbara Harris
Barbara Densmoor Harris (Evanston, 25 de julho de 1935 – Scottsdale, 21 de agosto de 2018) foi uma cantora e atriz estadunidense. Ela foi indicada ao Oscar de melhor atriz coadjuvante por O inimigo oculto (1971) e ganhou um Tony Award por seu papel principal no musical The Apple Tree. Além disso, Harris recebeu três indicações ao Globo de Ouro.

## Filmografia
| Ano  | Título                                                                      | Papel                  | Nota(s)                                                   |
| ---- | --------------------------------------------------------------------------- | ---------------------- | --------------------------------------------------------- |
| 1965 | Mil palhaços                                                                | Dr. Sandra Markowitz   | Indicada—Globo de Ouro de melhor atriz em comédia/musical |
| 1967 | Coitadinho do Papai, Mamãe Pendurou Você no Armário e Eu Estou Muito Triste | Rosalie                |                                                           |
| 1971 | Hotel das Ilusões                                                           | Muriel Tate            |                                                           |
| 1971 | O Inimigo Oculto                                                            | Allison Densmore       | Indicada—Oscar de melhor atriz coadjuvante                |
| 1972 | Guerra Entre Homens e Mulheres                                              | Theresa Alice Kozlenko |                                                           |
| 1974 | Mixed Company                                                               | Kathy Morrison         |                                                           |
| 1975 | The Manchu Eagle Murder Caper Mystery                                       | Miss Helen Fredericks  |                                                           |
| 1975 | Nashville                                                                   | Albuquerque            | Indicada—Globo de Ouro de melhor atriz coadjuvante        |
| 1976 | Family Plot                                                                 | Blanche Tyler          | Indicada—Globo de Ouro de melhor atriz em comédia/musical |
| 1976 | Um Dia Muito Louco                                                          | Ellen Andrews          | Indicada—Globo de Ouro de melhor atriz em comédia/musical |
| 1978 | Movie Movie                                                                 | Trixie Lane            | seguimento: Baxter's Beauties of 1933                     |
| 1979 | The North Avenue Irregulars                                                 | Vickie Simms           |                                                           |
| 1979 | The Seduction of Joe Tynan                                                  | Ellie Tynan            |                                                           |
| 1981 | Second-Hand Hearts                                                          | Dinette Dusty          |                                                           |
| 1986 | Peggy Sue Got Married                                                       | Evelyn Kelcher         |                                                           |
| 1987 | Nice Girls Don't Explode                                                    | Mom                    |                                                           |
| 1988 | Os Safados                                                                  | Fanny Eubanks          |                                                           |
| 1997 | Grosse Pointe Blank                                                         | Mary Blank             |                                                           |